# Nu metal
Genres associés
Post-grunge, metal alternatif
Le nu metal (prononcé [nuˈmɛ.tᵊl] (aussi connu sous les termes de nü-metal, aggro-metal,, neo-metal ou new metal) est un genre de metal,,,. Il s'agit d'un genre fusion, qui mêle des composants issus du metal à un large éventail d'éléments issu du hip-hop, de l'electro, du rock, du funk ou de la pop. Il est classé comme une branche du metal alternatif,.

## Histoire

### Origines
Les groupes de rock des années 1980 et 1990, parmi lesquels Machine Head, Faith No More, Red Hot Chili Peppers, Jane's Addiction, Primus, Rage Against the Machine, Urban Dance Squad, Helmet, Ministry et Nine Inch Nails ont été identifiés comme ceux qui ont posé les bases du développement du nu metal, tels que la combinaison de riffs agressifs avec des structures pop et un large éventail d'influences à l'intérieur et à l'extérieur de la scène metal,,,,,. Les groupes de metal de la même époque tels que Pantera, Sepultura et Anthrax ont été également cités comme des influences de nu metal,,,. Bien qu'Aerosmith ait fait un des premiers duos rap metal avec Run-DMC, Anthrax reprit l'idée et fit du rap metal, fusion entre le hip-hop et le metal sur leur EP I'm the Man.

### Débuts et expansion
Le mouvement musical prend son envol au milieu des années 1990, et est notamment propulsé par l'album éponyme de Korn. Korn, ainsi que d'autres groupes comme Deftones, Sevendust et Limp Bizkit, popularise le genre jusque dans les années 2000. À la suite de la mort de Kurt Cobain, membre de Nirvana et icône du mouvement grunge, l'attention du public passe du rock alternatif au nu metal naissant et à la fusion. Au fil des années 1990, le nu metal devient un phénomène commercial. L'album Hybrid Theory de Linkin Park, sorti en 2000, se vend à plus de 30 millions d'exemplaires et le groupe reçoit un Grammy en 2002 pour la chanson Crawling, et bien évidemment l'excellente continuation dans le genre avec Meteora.
Au milieu de la décennie 2000, le mouvement perd son élan, bien que des groupes phares du genre soient toujours populaires, comme Papa Roach et Slipknot. Depuis, la majorité de ces groupes ont changé de style (Linkin Park, Deftones, Papa Roach, etc.) et continuent leur ascension mais en se détournant de ce style. Le producteur Ross Robinson est parfois surnommé le « Parrain du nu metal » pour son travail sur de nombreux albums importants du genre, notamment ceux de Korn, des Deftones ou encore de Slipknot. Beaucoup de fans de metal extrême ou de heavy metal contestent l'appellation de metal pour ce genre musical, en raison de l'image et de son succès commercial et du fait de ses influences multiples (notamment le hip-hop).

## Caractéristiques

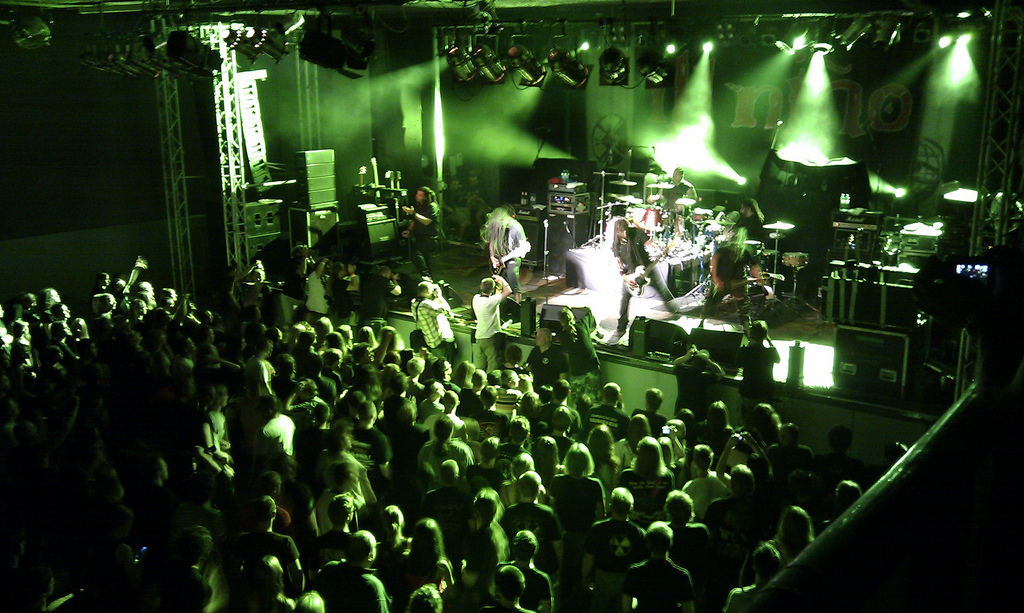
Ill Niño, groupe latino-américain de nu metal qui mélange les riffs de metal et latino.

Les groupes associés au nu metal tirent leurs influences d'une variété de styles divers, y compris la musique électronique, la funk, le glam metal, le rock gothique, le noise rock, le grunge, le punk hardcore, le hip-hop, le metal industriel, le jazz, le post-punk, le rock symphonique et la synthpop,,,,. Le nu metal dérive aussi d'influences de multiples sous-genres du heavy metal incluant le rap metal, le funk metal, le metal alternatif et le thrash metal,,.
Le nu metal est le plus souvent syncopé et basé sur les riffs. Il contient très peu voire pas du tout de solo de guitare contrairement aux autres sous-genres de metal. Un autre contraste par rapport aux autres sous-genres de metal est l'accent sur les rythmes, ce qui tend à plus d'éléments de groove metal au sujet du rythme. Les similitudes avec les autres sous-genres du metal comprennent l'utilisation des mesures communes, les distorsions, les power chords et les structures gravitant autour des modes dorien, éolien et phrygien. Ce style se caractérise aussi par des riffs de guitare très saturés et généralement avec une réverbe importante. De nombreux groupes de nu metal utilisent des guitares à sept cordes. Ces guitares sont le plus souvent accordées plus bas que normalement pour augmenter la lourdeur, les bassistes utilisent quant à eux des basses à cinq et six cordes. Les platines de DJ sont parfois utilisées comme instrument rythmique supplémentaire telles que l'échantillonnage, les scratching et autres matériel électronique. Les claviers sont souvent utilisés pour créer des ambiances. Les instruments de percussion peuvent aussi être utilisés.

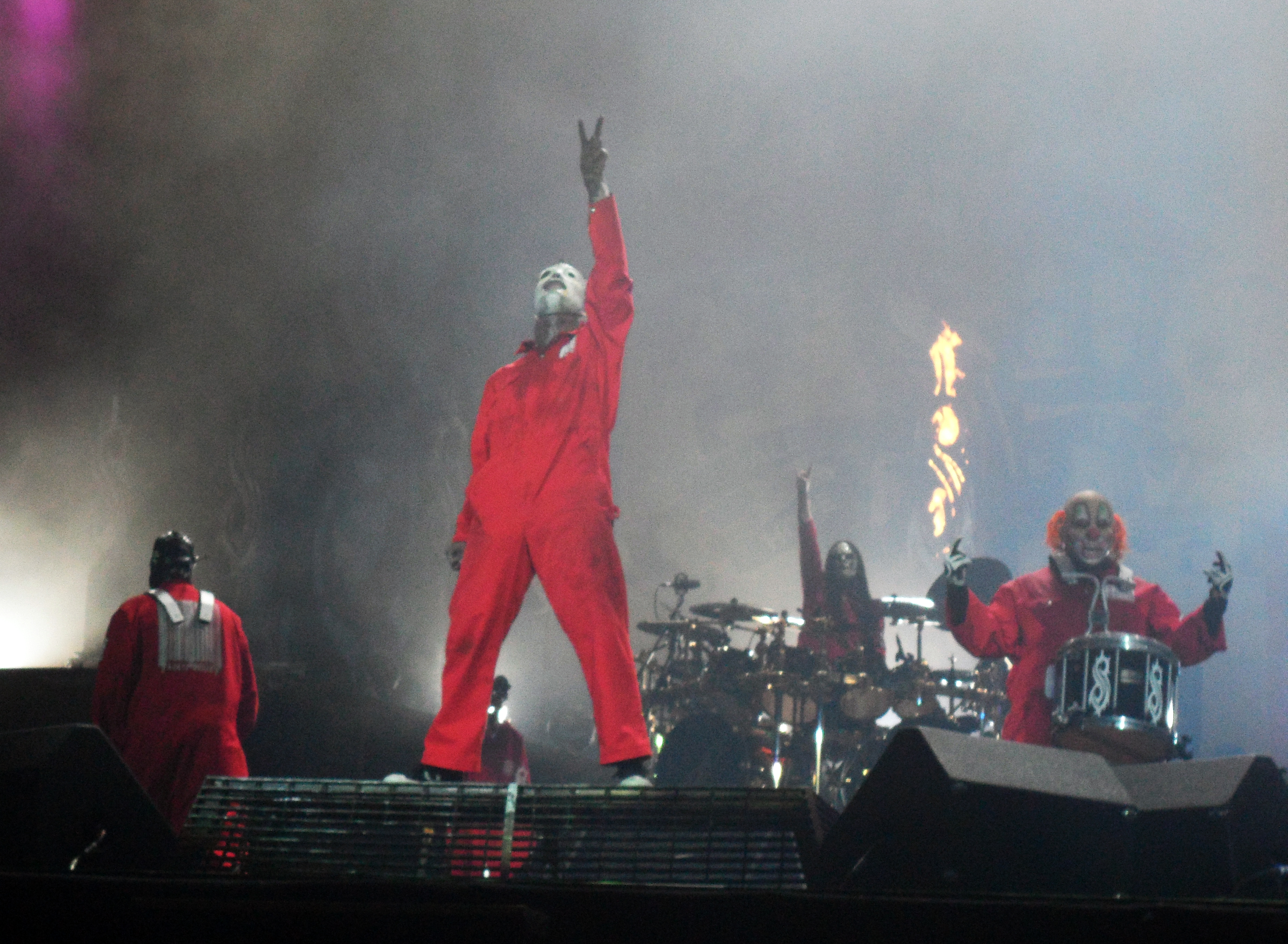
Slipknot en concert en 2011.

Le nu metal est noté pour la participation de femmes dans le genre, y compris des groupes comme Coal Chamber et le groupe entièrement féminin Kittie. Les chants de nu metal se situent entre le chant mélodique, le chant rappé, le chant hurlé et le death growl ; on retrouve parfois tous ces types de chant dans un seul morceau. Les paroles de nombreux groupes de nu metal sont concentrées sur la douleur et l'aliénation personnelle contrairement aux autres sous-genres,. La structure traditionnelle du nu metal se rapproche de celle de la pop comprenant des couplets, des refrains et des ponts, en contraste avec des genres de metal comme les autres thrash et death metal.
Trevor Baker de The Guardian a écrit : « des groupes comme Linkin Park, Korn et même le tant décrié Limp Bizkit aussi, accessoirement, brisent beaucoup plus les barrières artificielles entre la « musique urbaine » et le rock que n'importe lequel de leurs homologues plus acceptables par la critique. Leurs concerts ont également attiré un très grand nombre de femmes qui est beaucoup plus que vous pourriez dire pour un groupe de vieux metal. » La mode nu metal inclut des chemises amples, des pulls et vestes sportives, des maillots et shorts de basket-ball, des sweats à capuche, des pantalons de survêtement, des dreadlocks, des cheveux hérissés, des piercings, des tatouages et des vêtements de sport.